# Бопро
Бопро (фр. Beaupréau) насеље је и општина у западној Француској у региону Лоара, у департману Мен и Лоара која припада префектури Шоле.
По подацима из 2011. године у општини је живело 6856 становника, а густина насељености је износила 191,35 становника/km². Општина се простире на површини од 35,83 km². Налази се на средњој надморској висини од 101 метар (максималној 117 m, а минималној 32 m).

## Демографија
| 1962. | 1968. | 1975. | 1982. | 1990. | 2011. |
| ----- | ----- | ----- | ----- | ----- | ----- |
| 4.577 | 4.955 | 5.428 | 5.782 | 5.937 | 6.856 |

График промене броја становника у току последњих година